# Normanton, West Yorkshire
Normanton är en stad i civil parish Normanton and Altofts, i distriktet Wakefield, i grevskapet West Yorkshire, i England. Denna civil parish hade 19 949 invånare år 2001. Denna civil parish hade 15 684 invånare år 1931. Staden nämndes i Domedagsboken (Domesday Book) år 1086, och kallades då Normatone/Normatune/Normetune.